# Волосовичский сельсовет (Витебская область)
Волосовичский сельсовет (бел. Валосавіцкі сельсавет) — административная единица на территории Лепельского района Витебской области Республики Беларусь. Административный центр — деревня Новые Волосовичи.

## География
Озёра: Турицкое и др.

## Состав
Волосовичский сельсовет включает 24 населённых пункта:
- Большие Торонковичи — деревня.
- Веселово — деревня.
- Волотовки — деревня.
- Григоровичи — деревня.
- Двор Торонковичи — деревня.
- Заглинники — деревня.
- Калиновка — деревня.
- Каминщина — деревня.
- Ковалевичи — деревня.
- Кострица — деревня.
- Костюковщина — деревня.
- Краснолучка — деревня.
- Липки — деревня.
- Лутчино — деревня.
- Ляховичи — деревня.
- Малые Торонковичи — деревня.
- Новые Волосовичи — деревня.
- Пахомлевичи — деревня.
- Слободка — деревня.
- Слядневичи-1 — деревня.
- Слядневичи-2 — деревня.
- Стайск — деревня.
- Старые Волосовичи — деревня.
- Турица — деревня.